# جمعة موسي
جمعة موسّي (بالفرنسية: Juma Mossi)‏ (مواليد 7 يوليو 1973) هو لاعب كرة قدم بوروندي متقاعد خدم كقائد لمنتخب بوروندي. بعد أن أطلق عليه لقب «موسي» اعترافًا بقدراته الفائقة التي أثارت مقارنات مع لاعب كرة القدم البرازيلي بيليه ويعتبره العديد من خبراء كرة القدم البورونديين أعظم لاعب كرة قدم بوروندي على الإطلاق. اشتهر باللعب مع ليبرفيل وما وراء البحار.
كما أصبح أولاده هيلالي موامبا موسي وجمعة موسي جونيور لاعبي كرة قدم. جمعة موسي جونيور الذي نشأ في أكاديمية أندرلخت في بلجيكا وهيلالي موامبا موسي يلعبان في دوري الدرجة الثانية البلجيكي مع إندرلخت آلست.

## النشأة
ولد جمعة موسي في عائلة في بلدة بوجمبورا ونشأ في بلدة بوينتزي عند ضواحي مدينة بوجومبورا. الآن أصبح مستشار في تدريب المدربين وهدفه هو فتح أكاديمية كرة القدم الخاصة به.

## المسيرة الرياضية مع الأندية
بينما كان لا يزال شابا يلعب في اتحاد سبورتنج بوجمبورا فقد كان تحت قيادة المدرب بيير نكورونزيزا رئيس جمهورية بوروندي.
كان جمعة موسي واحدا من رواد كرة القدم البوروندية في العالم. من أوائل اللاعبين البورونديين الذين أثروا على كرة القدم الأفريقية والآسيوية والأوروبية حيث لعب مع فرق في بيرجوم وقطر وأشهرها في أفريقيا حيث كان له دور أساسي في تصدير كرة القدم البوروندية. بدأ مسيرته مع فيتالو وساعدهم في الوصول إلى كأس الكؤوس الأفريقية لعام 1992. كان قد أمضى وقت مع ليبرفيل في الغابون ثم احترف في جنوب أفريقيا مع جومو كوزموس. لعب موسي أيضا مع ميكلين في بلجيكا قبل أن يستقطب من قبل الدولارات البترولية في دبي حيث لعب على التوالي لكل من النصر والعين والأهلي وقطر ودبي.
من بين أوسمته الدولية غالبًا ما يتم اختياره في دوري بوروندي كأفضل لاعب وأفضل هداف مع فيتالو وفي الدوري الغابوني كأفضل لاعب وكأس الهدافين مع ليبرفيل أيضًا وتولى أيضا مهمة قائد المنتخب من 1992 إلى 2003.
غادر فيتالو بعد أن خسر دوري أبطال أفريقيا عام 1992 ضد أفريقيا سبورت لينضم إلى ليبرفيل في الغابون.
واصل جمعة موسي توقيع عقد لمدة عامين مع العين في الإمارات العربية المتحدة وتم ترشيحه كأحد أفضل اللاعبين الأجانب الذين يلعبون في الدوري الإماراتي.
كان قائد منتخب بوروندي لمدة أحد عشر عاما من 1992 إلى 2003 وكان واحدا من أوائل لاعبي كرة القدم البورونديين الذين حصلوا على الدوري البوروندي في العام 1993 و 1994. حاز على جائزة مجلة بوروندي لكرة القدم للسنة ثلاث مرات.
لعب جمعة موسّي مع منتخب بوروندي 47 مرة ويعتبر أعظم لاعب كرة قدم في تاريخ بلاده. كان هداف بوروندي في إنتامبا برصيد 27 هدفاً. ومع ذلك فقد كان أكثر شخصية مهيمنة على كرة القدم البوروندية منذ ما يقرب من عشر سنوات. قبل ذلك فإن أهدافه الثلاثة الرائعة ضد جنوب أفريقيا الجزائر وبوركينا فاسو. أكسبه هذا اللقب لقب «مارادونا البوروندي». كثيرا ما يقارن هدفه المنفرد ضد الجزائر في الدور ربع النهائي بهدف مارادونا الثاني ضد إنجلترا في كأس العالم 1986. هدفه من ركلة جزاء ضد جنوب افريقيا من طرف منطقة جزاء الخصم أيضا حصد إشادة دولية.
على مستوى النادي كان شخصية بارزة في هيمنة فيتالو على الدوري الوطني بحصوله على أربع بطولات دوري وظهر في دوري أبطال أفريقيا. أصبح المهاجم موسي مشهوراً بمهاراته المتميزة مثلما كان يفعل لجهوده في تسجيل أهداف رائعة في كثير من الأحيان. أصبح العديد من هذه الأهداف «أهداف الأسبوع» العادية على برنامج «كرة القدم البوروندية» الأسبوعية في تلفزيون وإذاعة بوروندي الوطنية. في بوجومبورا كان عضواً في «الثلاثي السحري» للفريق إلى جانب ماريك جابيل ومبوي جان ماري.

## المسيرة الرياضية مع المنتخب
تألق موسي مع منتخب بوروندي الذي كاد أن يتأهل إلى كأس الأمم الإفريقية في عام 1993 ليخسر فقط عن طريق الركلات الترجيحية من غينيا تيتي كامارا.